# Lijst van beschermd erfgoed in de gemeente Troisvierges
In deze lijst van beschermd erfgoed in de gemeente Troisvierges zijn alle geclassificeerde nationale monumenten van de Luxemburgse gemeente Troisvierges opgenomen.

## Monumenten per plaats

### Basbellain
| Object                                                        | Bouwjaar/architect | Locatie    | Datum beschermd?    | Coördinaten | Afbeelding |
| ------------------------------------------------------------- | ------------------ | ---------- | ------------------- | ----------- | ---------- |
| Kerk van Basbellain, met begraafplaats en aangrenzende plaats |                    |            | 31 mei 1991 (MN)    |             |            |
| Gebouw, kadastersectie G van Basbellain, Nr. 25               |                    | Basbellain | 15 maart 1991 (MN)  |             |            |
| Site van de molen Kierchermillen met terrein                  |                    |            | 7 januari 2011 (IS) |             |            |

### Troisvierges
| Object                                      | Bouwjaar/architect | Locatie | Datum beschermd?      | Coördinaten | Afbeelding |
| ------------------------------------------- | ------------------ | ------- | --------------------- | ----------- | ---------- |
| Kerk van Troisvierges met plein en pastorie |                    |         | 27 mei 1963 (MN)      |             |            |
| Orgel van de kerk van Troisvierges          |                    |         | 15 december 1989 (MN) |             |            |

## Bron
- Liste des immeubles et objets classés monuments nationaux ou inscrits à l'inventaire supplémentaire